# José María Astarbe
José María Astarbe Ubetagoyena (San Sebastián, España, 13 de enero de 1955) fue un futbolista español que se desempeñaba como defensor.

## Clubes
| Club             | País   | Año         |
| ---------------- | ------ | ----------- |
| Real Sociedad    | España | 1975 - 1977 |
| Deportivo Alavés | España | 1977 - 1983 |
| Sestao SC        | España | 1985 - 1986 |